# Ferenc Körmendi

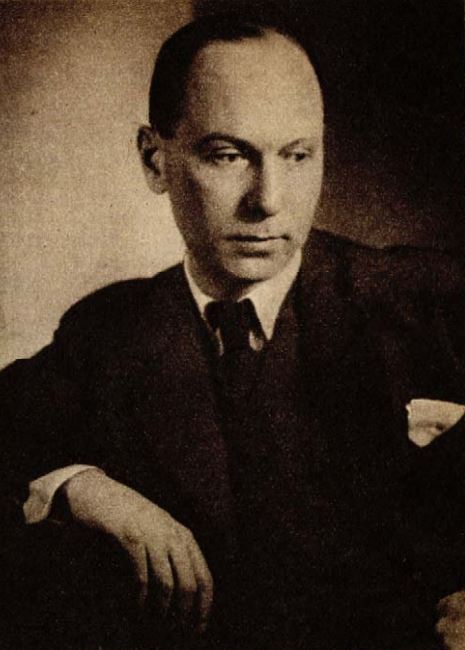
Ferenc Körmendi (1937)

Ferenc Körmendi (auch Franz Körmendi, geb. 12. Februar 1900 in Budapest; gest. 20. Juli 1972 in Bethesda, Maryland) war ein ungarischer Schriftsteller, in der Zwischenkriegszeit durch seine Romane sehr populär, heute weitgehend unbekannt. Nach mehreren Exilaufenthalten ließ er sich 1946 endgültig in den Vereinigten Staaten nieder.

## Leben und Werk
Ferenc Körmendi stammte aus der assimilierten jüdischen Mittelschicht, sein Vater (geb. Hirschler) war Anwalt. Er studierte Jura, Geschichte und Musiktheorie. Anschließend arbeitete er als Beamter und Journalist. Während dieser Zeit veröffentlichte er zwischen 1919 und 1922 in der Zeitschrift Magyarság (ung. für "Ungartum") Musikrezensionen und eine Kurzgeschichtensammlung mit dem Titel Märtyrer (ung. Mártír, 1921). Nach dem Tod des Schriftstellers József Kiss 1921 war er eine Zeit lang Mitherausgeber der Zeitschrift A Hét (ung. für "Die Woche").
Körmendis literarischer Durchbruch kam 1932, als er mit seinem Roman Versuchung in Budapest (ung. Budapesti kaland) einen internationalen Wettbewerb englischsprachiger Verlage in Großbritannien und den USA gewann. Dies trug zu seinem Erfolg in ganz Europa bei: Die ungarische Ausgabe verkaufte sich innerhalb weniger Monate 15.000 Mal. Der Roman wurde ein Welt-Bestseller, erlebte zwischen 1932 und 2010 72 Auflagen in zehn Sprachen und wurde ins Englische, Deutsche, Niederländische, Schwedische, Italienische, Französische, Spanische, Dänische, Norwegische, Tschechische, Slowakische, Polnische, Bulgarische, Finnische und Serbische übersetzt. Bücher von Körmendi kamen in der Folge in 25 Sprachen heraus, viele davon auf Deutsch, Englisch und Tschechisch, allein sieben Romane erschienen auf Italienisch beim renommierten Verlag Bompiani. Auf einer Lesereise durch Italien 1936 wurde Körmendi auch von Benito Mussolini herzlich empfangen.
1934 veröffentlichte Körmendi im Athenaeum Irodalmi és Nyomdai Rt. A boldog emberöltő ("Die glückliche Generation"; deutsche Erstausgabe: Abschied vom Gestern), einen Roman, der von Kritikern als sein Meisterwerk betrachtet wurde, so 1991 von dem Historiker Géza Hegedüs in A MAGYAR IRODALOM ARCKÉPCSARNOKA.
1938 erschien sein letzter Roman in Ungarn unter dem Titel Tévedés (Dt. Der Irrtum). 1939, nach der Einführung antijüdischer Arbeitsgesetze in Ungarn, emigrierte Körmendi nach London, wo er in der ungarischen Abteilung des BBC World Service arbeitete. Er zog 1946 nach Amerika, wobei er Brasilien berührte. Sein letzter Roman auf Ungarisch wurde während der Buchwoche 1948 unter dem Titel It Started veröffentlicht. 
Obwohl er Ungarn 1948 für die Ungarische Buchwoche erneut besuchte, blieb er nach der kommunistischen Machtübernahme nicht mehr. 1953 veröffentlichte er unter dem Pseudonym "Peter Julian" seinen Roman The Seventh Trumpet, der in Ungarn spielt und an der Sowjetunion und ihrer Politik heftige Kritik übt. Den Rest seines Lebens verbrachte er in den USA, wo er für die Voice of America arbeitete. Hier lebte er in Washington D.C., New York und Bethesda.

## Werke in deutscher Sprache
Die meisten der deutschsprachigen Werke wurden von Mirza von Schüching übersetzt und tragen den Namen Franz Körmendi: 
- Versuchung in Budapest. Propyläen-Verlag, Berlin 1932.
- Abschied vom Gestern. Roman. Universitas, Berlin 1935; G. B. Fischer, Frankfurt am Main 1953.
  - Ferenc Körmedi: Die ungarische Jugend des Paul Hegedüs (Neuausgabe mit neuem Titel und Nachwort) Autonomie und Chaos, Berlin 2024, ISBN 978-3-945980-98-9 PDF
- Musik am See. 8 Novellen. Höger, Wien/Leipzig 1936.
- Die Sündigen. Roman. Bermann-Fischer, Wien 1937.
- Begegnung. Roman. Bermann-Fischer, Wien 1937.
- Der Irrtum. Roman. Bermann-Fischer, Stockholm 1938.
- Versuchung in Budapest. Roman. Krüger, Hamburg 1949.
- Entscheidung. TV-Spielfilm. Südwestfunk, BR Deutschland 1959 (Drehbuch).
- Die Verschwörung von Sebes. Hoffmann und Campe, Hamburg 1972, ISBN 978-3-455-03890-3 (übersetzt von Helmut Degner).